# Louise Nadeau
Louise Nadeau, née le 28 janvier 1947 à Verdun, au Québec, est une psychologue canadienne, professeure émérite au département de psychologie de l'Université de Montréal et chercheuse associée au Centre de recherche de l’Institut universitaire en santé mentale Douglas – affilié à l’Université McGill. Elle est spécialiste des questions des dépendances et de la toxicomanie, particulièrement chez les femmes.

## Biographie
Louise Nadeau naît en 1947 à Verdun, un quartier de Montréal. Sa mère est infirmière et son père est vétérinaire.
Après un baccalauréat et une maîtrise en psychologie à l'Université de Montréal, Louise Nadeau devient intervenante au Centre de réadaptation Portage en 1972. Elle indique qu'elle aurait pu « entrer dans le service de psychologie d'un hôpital » mais qu'elle a « préféré le monde étranger de cette communauté thérapeutique » où elle a, pendant cinq ans, écouté « des histoires de toxicomanes » et appris son métier.
En 1977, elle rejoint à la clinique pour toxicomanes L'Abbaye, à Paris. En 1981, elle copublie Va te faire soigner, t'es malade !, et en 1982, elle est nommée responsable du certificat en toxicomanies de la faculté de l'éducation permanente de l'Université de Montréal. Elle reprend ses études en 1984 et soutient une thèse de doctorat à l'Université du Québec à Montréal sur les facteurs psychologiques de la survenue de l’alcoolisme chez les femmes ainsi que des autres pathologies mentales associées à ce trouble.
Elle préside le groupe de travail sur le jeu en ligne mis en place par le gouvernement du Québec dont le rapport Le jeu en ligne quand la réalité du virtuel nous rattrape est déposé en 2014.

## Activités de recherche et institutionnelles

### Présidence d'Éduc’alcool
Louise Nadeau a joué un rôle majeur à Éduc’alcool, une organisation privée créée en 1989. Elle raconte que c'est un entretien à Radio-Canada en 1990, où elle avait expliqué que l'alcool est un fait de société et qu'il vaudrait mieux s'en accommoder et d'en fixer les limites tout simplement. C'est à ce moment-là qu'elle sera approchée par Éduc’alcool. Cette organisation a pour mission de promouvoir l'éducation et la modération, soit d'amener les personnes à développer une saine relation à l'alcool. Louise Nadeau siège pendant 27 ans au conseil d’administration, et elle en devient la présidente en 2010. Elle termine sa présidence en mai 2019. « La place d’Éduc’alcool à l’échelle internationale s’est établie. Nous sommes devenus une des références mondiales en matière d’éducation et de prévention de la consommation excessive d’alcool. », a-t-elle mentionné lors de son discours d'adieu.

### Travaux sur le jeu
Dans les années 2010, Louise Nadeau s’intéresse à d’autres types d’addiction, dont les jeux de hasard et d’argent en ligne.

## Publications
- Va te faire soigner, t'es malade!, avec Louise Guyon et Roxane Simard, Montréal, Éditions Stanké, 1981.
- Pour une meilleure compréhension de la toxicomanie, avec Colette Biron, Laval, Presses universitaires de Laval, 1998.
- « Trajectoires de femmes toxicomanes en traitement ayant un vécu de prostitution : étude exploratoire », avec Magali H. Dufour & Karine Bertrand, dans Drogues, santé et société, Volume 5, Numéro 2, décembre 2006, p. 79-109.
- « Les facteurs de résilience chez les victimes d’abus sexuel : état de la question », avec Karine Bertrand, dans Child Abuse & Neglect, Volume 24, Numéro 6, Juin 2000, p. 781-797
- Les troubles concomitants de toxicomanie et de santé mentale. Résultats de recherche au Québec et réflexions cliniques, avec Michel Landry, Laval, Presse Universitaire de Laval, 2012.
- « Préface », dans La dépendance aux jeux vidéo et à l'Internet, in Lucia Romo, Stéphanie Bioulac, Laurence Kern et Grégory Michel (dir.), Paris, Dunod, 2012, p. 11-14[11].

## Prix et distinctions
- 2006 : prix Acfas Thérèse Gouin-Décarie, pour les sciences sociales
- 2012 : prix Marie-Andrée-Bertrand, Prix du Québec pour l'innovation sociale
- 2013 : prix Acfas Pierre-Dansereau, pour l'engagement social
- 2015 : membre de la Société royale du Canada
- 2016 : Membre de l’Académie canadienne des sciences de la santé[9].
- 2017 : chevalière de l'Ordre national du Québec
- 2018 : Officier de l'Ordre du Canada